# Saprosites nitidicollis
Saprosites nitidicollis är en skalbaggsart som beskrevs av Macleay 1871. Saprosites nitidicollis ingår i släktet Saprosites och familjen Aphodiidae. Inga underarter finns listade i Catalogue of Life.